# Великий Ельзаський канал
47°36′59″ пн. ш. 7°34′18″ сх. д. / 47.61638889° пн. ш. 7.57166667° сх. д.

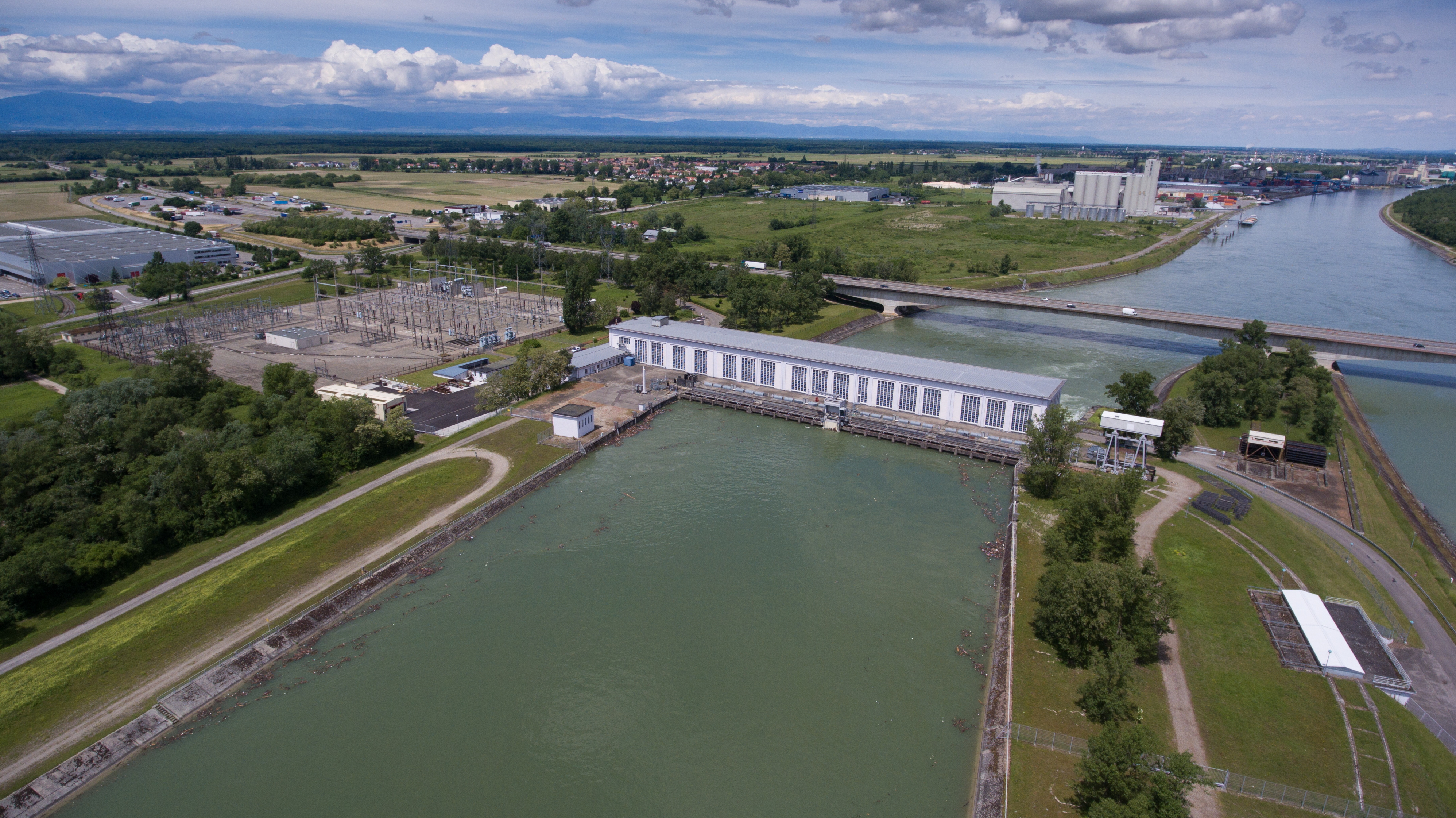
Вид з висоти пташиного польоту на ГЕС Оттмарсайм

Великий Ельзаський канал (фр. Grand Canal d'Alsace, нім. Rheinseitenkanal) — канал у східній Франції, прямує паралельно Верхньому Рейну. Має завдовжки близько 50 км прямує між Кембс та Вогельгрюном та сполучає регіон з річкою Рейн, Базелем (Швейцарія) та Північним морем, може пропускати баржі до 5000 метричних тонн. Каналом прямує понад 30 000 суден на рік між Базелем та Страсбургом.
Будівництво каналу розпочалося в 1932 році і було завершено після Другої світової війни 1959 року.
На каналі розташовані гідроелектростанції: ГЕС Кембс, ГЕС Оттмарсайм, ГЕС Фессенайм та ГЕС Вогельгрюн постачаючи електроенергію в один з найбільш промислово розвинутих регіонів Франції та навіть Німеччини. Крім того, канал забезпечує достатню кількість води протягом року на атомну електростанцію у Фессенаймі, усунувши необхідність в градирнях.

## Координати
- Початок каналу: 47° 36′ 59″ N, 7° 34′ 18″ Е
- Кінцева точка каналу: ♁48 ° 2 '0 "N, 7 ° 34' 5"Е
- Райнкілометр: старт — 173,55 км; кінець — 226,25 км